# Rádiem řízený model

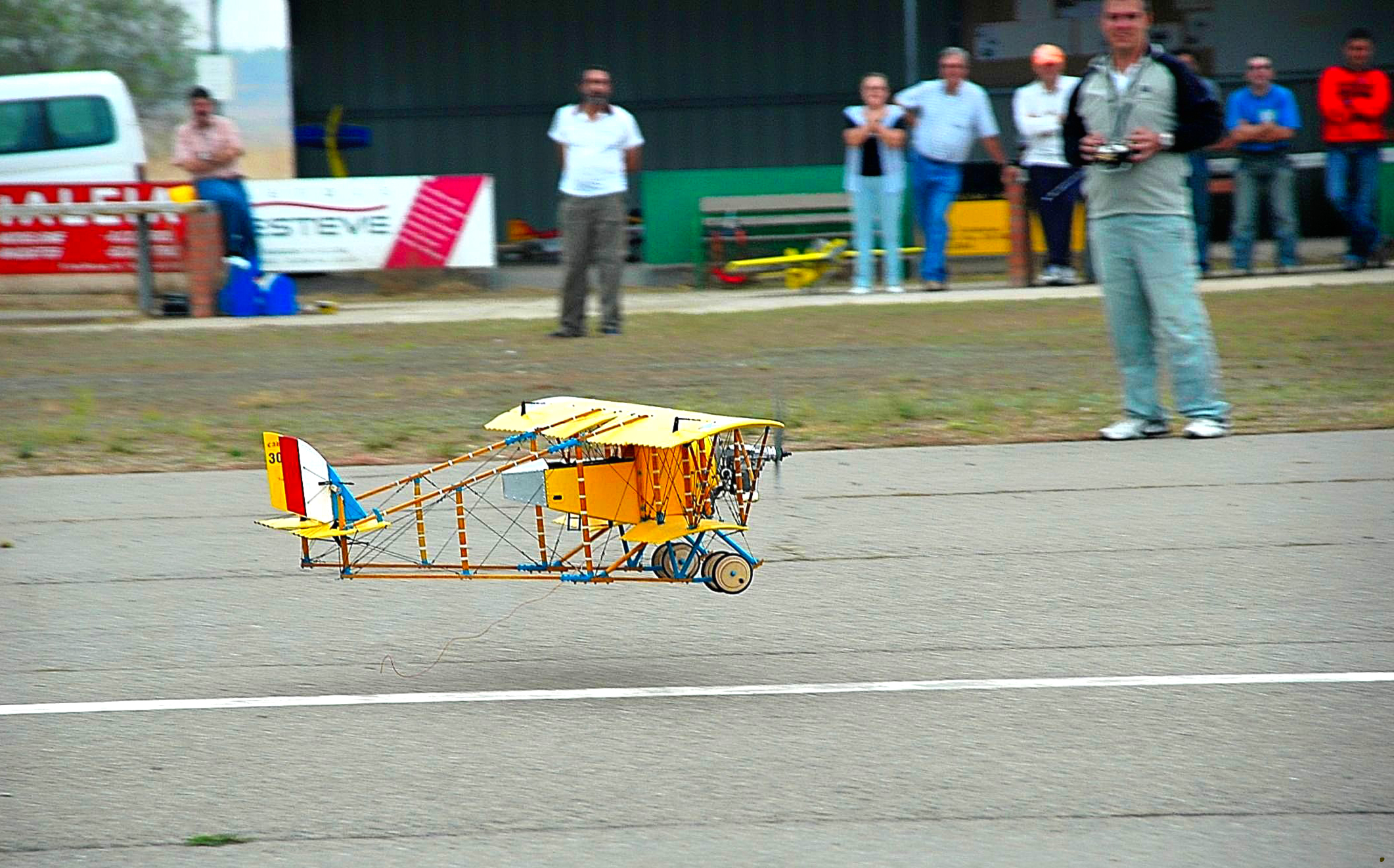
Caudron G3 - RC maketa francouzského historického letadla z 1. sv. války

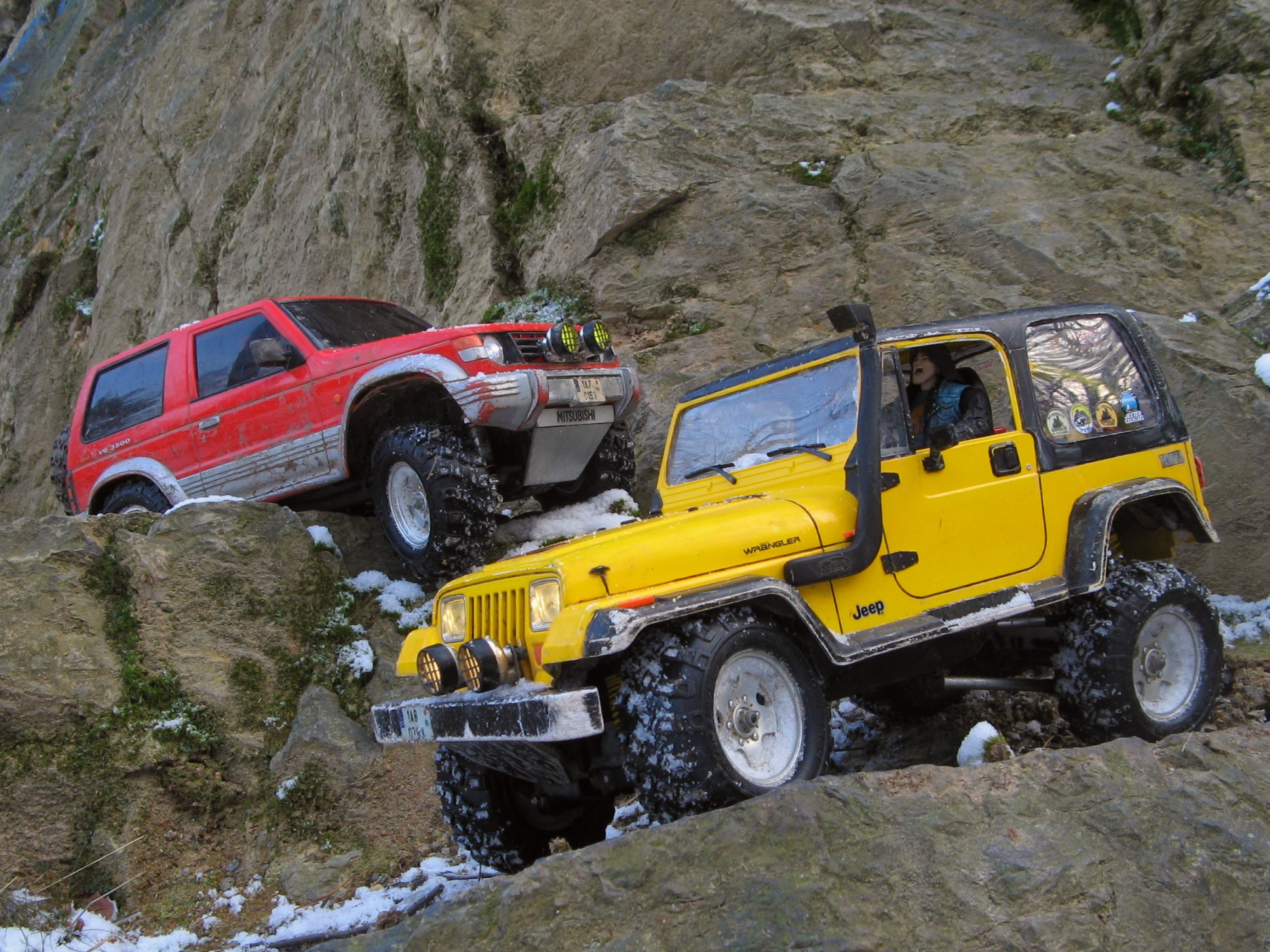
Rádiem řízené modely automobilů Jeep Wrangler YJ a Mitsubishi Pajero

Rádiem řízený model nebo RC model (RC z anglického radio controlled) je zmenšenina, resp. napodobenina dopravního prostředku, např. automobilu, lodi, letadla, vrtulníku, která je pohyblivá a nezávislá a je ovládána rádiovým signálem na dálku.
Ovládání modelu sestává z vysílače – ovladače (pákový či volantový, včetně dalších nastavovacích a ovládacích prvků) a přijímače – ten přijímá signál v modelu. Pomocí servomotorů (serv) – to jsou elektromotory, které mají na výstupu páku, která hýbe ovládanými prvky modelu (přední kola u automobilu, kormidlo u lodi, křidélka, výškovka a směrovka u letadla). Systém přenosu informace z vysílače do přijímače je podobný jako u rozhlasového vysílání, či u modernějších RC souprav podobně jako přenos internetu. Nosný kmitočet určuje frekvenci systému. V České republice se používá 27 MHz pro všechny modely většinou jednodušší a hračky, 35 MHz pro letecké modely a 40 MHz pro letecké, pozemní i lodě. Tyto frekvence jsou však již zastaralé, v současné době se využívají hlavně soupravy pracující v pásmu 2,4 GHz (tzv. Wi-Fi). Každé pásmo se dále dělí na „jemnější části“ nazývané kanály. Tyto kanály jsou důležité při provozování více modelů na jednom místě. Kanály musí být různé, nejlépe ob jeden kanál, aby nedocházelo k rušení signálu. Proto je velmi důležité vědět a hlídat si okolí provozu modelu, aby nedošlo ke zbytečné havárii modelu. Tato pravidla jsou zásadní mezi modeláři ve všech odvětvích modelářství. Moderní přístroje, pracující na frekvenci 2,4 GHz již nejsou náchylné na rušení modelů vzájemně ani na rušení např. tvořené pohyblivými částmi modelu. Mají také mnohem větší dosah.
Možnosti systémů na 2,4GHz:

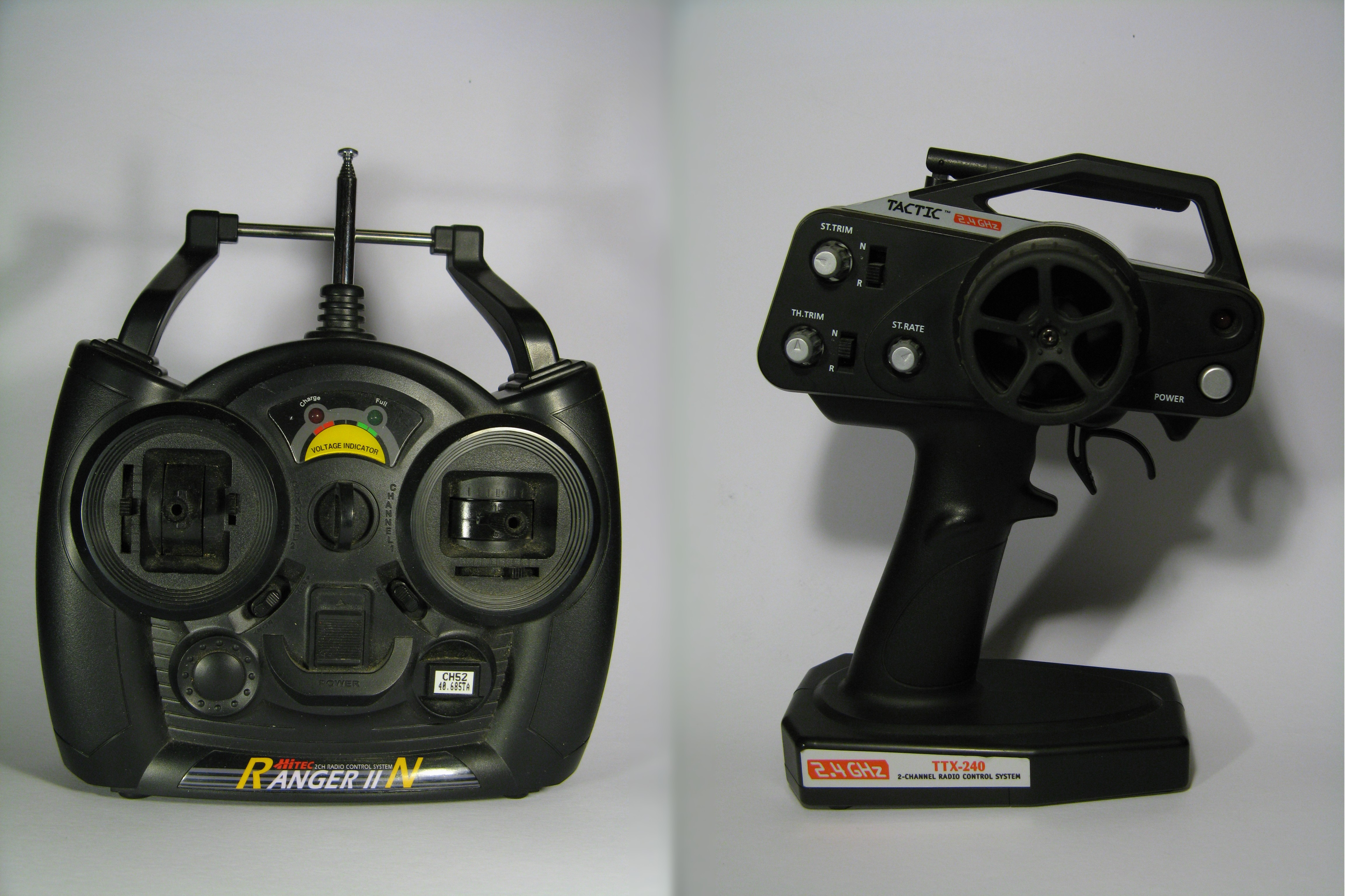
Volantový (vpravo) a pákový (vlevo) vysílač

1. vysílač si automaticky najde jiný kanál, pokud se v okolí nachází jiný vysílač, pracující s daným kanálem, či si soupravy několikrát za sekundu tyto kanály mění, čímž předcházejí rušení
2. vysílač se musí spárovat ("dohodnout si kanál") s přijímačem a vybere si nejbližší volný kanál.
3. vysílač si změní kanál podle nejbližšího volného kanálu automaticky při zapnutí.